# Leonid Kantorowicz
Leonid Witaljewicz Kantorowicz, ros. Леонид Витальевич Канторович (ur. 6 stycznia?/19 stycznia 1912 w Sankt Petersburgu, zm. 7 kwietnia 1986 w Moskwie) – rosyjski matematyk i ekonomista, laureat (wspólnie z Tjallingiem C. Koopmansem) Nagrody Banku Szwecji im. Alfreda Nobla w dziedzinie ekonomii w 1975 roku. Uważany za twórcę (wraz z Georgiem Dantzigiem) programowania liniowego.

## Życiorys
Był synem lekarza. W latach 1926–1930 studiował na Wydziale Matematycznym Leningradzkiego Uniwersytetu Państwowego, 1930–1939 pracował w Leningradzkim Instytucie Inżynierów Budownictwa Przemysłowego. Od 1934 profesor uniwersytetu w Leningradzie. W 1939 ukazała się praca Kantorowicza pt. Matematyczne metody organizacji i planowania w przedsiębiorstwie (wyd. pol. 1960), formułująca podstawy programowania liniowego. Inna z ważnych prac to Optymalne decyzje ekonomiczne (wyd. ang. i pol. 1976), napisana wraz z A. B. Gorstko. W 1941 Kantorowicz został zmobilizowany do armii, służył w marynarce, do 1948 będąc wykładowcą w szkole wojskowej.
W zakresie matematyki Kantorowicz był autorem prac z teorii funkcji zmiennej rzeczywistej, przybliżonych metod analizy matematycznej oraz analizy funkcjonalnej. Był laureatem Nagrody Państwowej ZSRR (1949) i Nagrody Leninowskiej (1965). Przyznano mu dwa Ordery Lenina, trzy Ordery Czerwonego Sztandaru Pracy, Order „Znak Honoru” i Order Wojny Ojczyźnianej II klasy.